# Plea minutissima
Plea minutissima – gatunek wodnego pluskwiaka różnoskrzydłego z rodziny pianówkowatych.

## Taksonomia
Gatunek został opisany w 1817 roku przez Williama Elforda Leacha.

## Opis
Imagines osiągają od 2,2 do 2,7 mm długości ciała, przy czym samice nieco większe od samców. Szerokość ciała niewiele większa od połowy jego długości. Owady w części grzbietowej i na odnóżach piaskowożółte, przy czym dołeczki na tarczce i wierzchołku przykrywki czarne, przez co części te wydają się ciemniejsze. Brzuszna część ciała i nasady odnóży brunatne, przy czym najciemniejsza jest listwa biegnąca przez środek odwłoka. Pierwszy z trzech członów stóp bardzo krótki. Na przodzie śródpiersia, u obu płci, obecny kieszonkowaty narząd dźwiękowy wykorzystywany w okresie godowym.

## Biologia i ekologia
Drapieżny owad wodny, żyjący w wodach stojących, preferując zbiorniki o silnie rozwiniętej roślinności zanurzonej. Podstawę jego diety stanowią planktonowe skorupiaki. Okres godowy przypada na maj-czerwiec, kiedy to pluskwiaki te tworzą w pewnych miejscach agregacje. Samice składają jaja do ponacinanych liści i łodyg od połowy czerwca. Larwy lęgną się w lipcu i spotyka się je do końca września, choć pierwsze osiągają stadium imago już w sierpniu. Zimują owady dorosłe w wodzie.

## Rozprzestrzenienie
Występuje od Europy i Afryki Północnej, przez Azję Mniejszą i Środkową po Ałtaj i Mezopotamię. W Polsce jest jedynym przedstawicielem rodzaju.